# Tandel
Tandel is een gemeente in het Luxemburgse Kanton Vianden. De gemeente ontstond op 1 januari 2006 door de fusie van de voormalige gemeenten Bastendorf en Fouhren. Hierbij verhuisde Bastendorf van het Kanton Diekirch naar het kanton Vianden. Tandel heeft een oppervlakte van 63,83 km².

## Plaatsen
- Bastendorf
- Bettel
- Brandenburg, (Brandenbourg, Branebuerg)
- Fouhren
- Hoscheidterhof
- Landscheid
- Longsdorf
- Selz
- Tandel
- Walsdorf